# 보건 교육
보건 교육(Health education)은 사람들에게 건강에 관해 교육하는 직업이다. 이 직업의 영역에는 환경 건강, 신체 건강, 사회 건강, 정서적 건강, 지적 건강, 영적 건강은 물론 성건강 및 생식건강 교육도 포함된다.
보건 교육은 여러 의미로 정의되었다.
- 1975년 미국 예방의학 회의에서는 이를 "사람들이 건강한 습관과 생활 방식을 채택하고 유지하도록 정보를 제공하고 동기를 부여하며 도움을 주고, 이러한 목표를 촉진하기 위해 필요한 환경 변화를 옹호하며, 같은 목적을 위해 전문적인 훈련과 연구를 수행하는 과정"으로 정의했다.
- 2001년 건강 교육 및 홍보 용어에 관한 합동위원회는 건강 교육을 "개인, 그룹 및 지역 사회에 양질의 건강 결정을 내리는 데 필요한 정보와 기술을 얻을 수 있는 기회를 제공하는 건전한 이론에 기초한 계획된 학습 경험의 조합"으로 정의했다.
- 세계보건기구(WHO)는 건강교육을 "개인과 지역사회의 건강에 도움이 되는 지식 향상과 생활 기술 개발을 포함하여 건강 지식을 향상시키기 위해 고안된 의사소통 형태를 포함하여 의식적으로 구성된 학습 기회"로 구성된다고 정의했다.

## 같이 보기
- 건강 증진
- 체육
- 공중보건
- 능력